# Дудештій-Ной
Дудештій-Ной (рум. Dudeștii Noi) — комуна у повіті Тіміш в Румунії. До складу комуни входить єдине село Дудештій-Ной.
Комуна розташована на відстані 421 км на північний захід від Бухареста, 13 км на північний захід від Тімішоари.

## Населення
У 2009 році у комуні проживали 2696 осіб.

## Зовнішні посилання
- Дані про комуну Дудештій-Ной на сайті Ghidul Primăriilor